# The Smiling Lieutenant
The Smiling Lieutenant is een Amerikaanse muziekfilm uit 1931 onder regie van Ernst Lubitsch. De film is gebaseerd op het opera-toneelstuk Ein Walzertraum. De film werd genomineerd voor een Academy Award voor Beste Film.
Maurice Chevalier, Claudette Colbert en Miriam Hopkins vertolken de hoofdrollen in de film. Het is een romantische komedie die draait om de liefde van een prinses voor een soldaat, die op zijn beurt verliefd is op een andere vrouw.
Lang werd gedacht dat de film verloren was gegaan. Er is echter één exemplaar gevonden, dat 89 minuten duurt. Het is echter bekend dat de bioscoopversie 93 minuten duurde.

## Rolverdeling
- | Acteur            | Personage                     |
| ----------------- | ----------------------------- |
| Maurice Chevalier | Lt. Nikolaus 'Niki' von Preyn |
| Claudette Colbert | Franzi                        |
| Miriam Hopkins    | Prinses Anna                  |
| Charles Ruggles   | Max                           |
| George Barbier    | Koning Adolf XV               |